# Center City
Pour le quartier de Philadelphie, voir Center City (Philadelphie).
La ville américaine de Center City est le siège du comté de Chisago, dans l’État du Minnesota. Lors du recensement de 2010, sa population s’élevait à 628 habitants.

## Géographie
D'après le Bureau du recensement des États-Unis, la ville a une superficie de 1,58 km2 (0,61 square miles), dont 1,53 km2 (0,59 square miles) sont de la terre et 0,05 km2 (0,02 square miles) sont de l'eau.